# Antoniuskapelle (Wölfersheim)
Die ehemalige Antoniuskapelle in Wölfersheim im hessischen Wetteraukreis wurde im 15. Jahrhundert erbaut und war dem Heiligen Antonius geweiht.

## Lage
Die Kapelle lag unmittelbar an der westlichen Ringmauer des Ortes. Als Glockenturm diente der östlich gelegene Schwarze Turm, 1596 erstmals belegt. Zwischen dem 
Turm und der Kapelle befand sich die Weed. 1594 wurde erstmals die „Kirchgaßen“ erwähnt. Gegenüber der Kapelle stand das erste Schulhaus. Wölfersheim hatte seit der Einführung der reformierten Konfession in der Grafschaft Solms-Braunfels 1588 einen eigenen Lehrer. Dieses Schulgebäude wurde 1611 mit der Loslösung von der Mutterkirche in Södel zum Pfarrhaus.

## Geschichte
Der Heilige Antonius sollte gegen das Antoniusfeuer helfen. Der Pflege der an dem Antoniusfeuer erkrankten Menschen widmete sich der Antoniter-Orden. Die Wölfersheimer Antoniuskapelle lag im Sammelbereich des Antoniterklosters Grünberg. Ein Präzeptor des Grünberger Antoniterklosters, Conrad von Angersbach, ist im 15. Jahrhundert auch für Wölfersheim bezeugt. In der Reformation wurde das Antoniterkloster Grünberg aufgelöst.
Ursprünglich diente die Kirche als Burgkapelle der nordöstlich gelegenen Burg Wölfersheim. Das Burglehen und die Kirchenvogtei besaßen die Herren von Falkenstein. Philipp von Falkenstein setzte seit 1289 zwei Antonitermönche als Geistliche in seiner Burg Münzenberg ein.
Erstmals erwähnt wurde die Kapelle 1466. Das Mainzer Stift St. Peter bekam in Wölfersheim neben den Abgaben aus neun Höfen auch sieben Heller vom „buhemeister sanct Anthonii.“
Seit der Reformation diente die Kapelle als Filialkirche der Södeler Martinskirche.

## Bau
Das Aussehen der Kirche kann man nach den Rechnungen und Aufzeichnungen über die Renovierungsarbeiten von 1595 und 1650/51 rekonstruieren. Die Kapelle besaß einen halbkreisförmigen Chor im Osten, der durch „hinterste Tür“ betreten wurde. Dort war „ein Stuhl ... vor die Musikanten gebaut gewesen,“ nach dem Dreißigjährigen Krieg diente er „vor die sänger undt Kindbettersleuth.“ Die Chordecke wird als „ein hochgewelbter, getheilter Himmel“ beschrieben.
Gegenüber an der Westseite Richtung Burg befand sich die große doppelflüglige Tür, während zum Flecken hin eine kleine Tür den Ortsbewohnern als Eingang diente. Zu beiden Seiten des Mittelgangs waren die Frauenstühle.
Als westliche Seitenwand wurde die Ringmauer benutzt. So musste der Schreiner 1650 „die thiel hinden an der Ringmauern ufborten.“
Schon vor dem Dreißigjährigen Krieg wurde eine „Männerbiehn“ gebaut. Der fehlende Platz für repräsentative Stühle vor dem Chor führte zu Konflikten zwischen den Dorfhonoratioren, sodass u. a. die Familie des Naturforschers Georg Eberhard Rumpf nach ihrer Rückkehr aus Hanau den Ort wieder im Streit verließ. Alle Plätze in der Kirche mussten erkauft werden mit Ausnahme der Plätze auf der Männerbühne.

## Glocken
Der schwarze Turm wurde 1611 zum Glockenturm ausgebaut, „als Wölfersheim reformirt und Södell lutherisch geworden.“ Dazu musste man das Dach des Turms ändern: „das hoch Dach vom ab und ein niedriges mit Ziegel drauf zu machen.“
- Die älteste Glocke, welche aus dieser Zeit stammte, wurde 1725 vom Glockengießer Philipp Schweitzer aus Werdorf umgegossen, weil sie einen Sprung bekommen hatte. Der Glockenturm der heutigen Kirche wurde aber erst 1735 fertig gestellt. Es ist die älteste heute noch erhaltene Glocke Wölfersheims. Sie wurde an einem Glockenbalken mit der Jahreszahl 1669 aufgehängt. Der komplette Glockenstuhl wurde in den Glockenturm der neuen Kirche eingebaut.
- 1649 erhielt die Kapelle noch einen Dachreiter als Glockenstuhl für eine neu gestiftete Glocke. Der Bruder des Pfarrers, „Der Edel Ehrhaffte und hochgeblöbte Herr Johann Raimundt Jäger Licher Fürstl. Hess. Darmstädtischer Kriegs Commisarius zu Wilffersheim“ ließ für seine verstorbene erste Frau in Gießen „ein glocken ... zum betglöcklein“ gießen.
- 1651 wurde auf Anregung des Pfarrers Georg Venator eine Glocke gießen lassen, als in Reichelsheim (Wetterau) ein Glockengießer, Georg Schernbein aus Marburg, Glocken für Dorn-Assenheim, Wehrheim, Weckesheim und Langsdorf (Lich) fertigte. Bereits 1655 musste die Glocke auf Befehl des Grafen Wilhelm II. nach Greifenstein gebracht werden, damit sie ein italienischer Glockengießer „uf der gemain ohncosten“ vergrößerte.
- Eine Glocke stammte aus dem Jahr 1690, über die aber nichts weiter bekannt ist.[6]

Das Glöckneramt der Antoniuskapelle war mit dem Amt des Gemeindebäckers verbunden und wurde auf Zeit (ein bis drei Jahre) vom Mai- oder Herbstgericht zu Wölfersheim vergeben. Das Gemeindebackhaus und die -mehlwaage waren im schwarzen Turm untergebracht. Im Dienstvertrag des Glöckners aus dem Jahr 1693 heißt es: „... ist ... zu einem gemeinen Bäcker ahngenommen wurden, wobey ihm angebunden, daß er zur Kirch und Schul die Glocken hörig läuthen soll, item die Uhr zu bestellen und sauber zu halten, dagegen bekompt er jährlich zu Lohn aus dem Herdenschilling zehn Kleingulden und zu Baumöhl zehn Albus.“ 165 wurde der Vertrag dahin erweitert, dass der Glöckner nun auch die Kapelle für den Gottesdienst auf- und zuschließen, das Gebäude alle vier Wochen reinigen musste und bei Taufen für frisches Wasser zu sorgen hatte.

## Grablege
In der Antoniuskapelle wurden Pfarrer und Angehörige hoher Beamter begraben.
- Im Februar 1612 wurde der erste Wölfersheimer Pfarrer, Simon Leureilius, in der Kirche bestattet, der bis 1611 Pfarrer in Södel gewesen war, dort aber, weil er Calvinist war, vertrieben wurde.
- 1635 wurden zwei Söhne des Fürstlich-Hessischen Rentmeister zu Bingenheim und Gräflich-Solmser Amtmanns Justus Opholzer vor dem Treppe des Predigtstuhls begraben.
- 1651 wurde in der Kirche Anna Maria Jäger begraben, zu deren Gedächtnis auch eine Glocke gestiftet wurde.
- Am 18. April 1676 erhielt Pfarrer Georg Venator, der im hohen Alter von 96 Jahren gestorben war, in der Antoniuskapelle seine Grabstätte.
- Simon Wilhelm Zuckerstetter, zweiter Pfarrer zu Wölfersheim, der für die Filiale in Weckesheim zuständig war, wurde am 24. Januar 1731 „in hiesiger Kirch in den gang zwischen beiden Thüren christlich begraben.“ Dies war das letzte Begräbnis in der Antoniuskapelle.

Nach der Einweihung der neuen Kirche am 22. Mai 1741 wurde die Kapelle ihrer Funktion beraubt, blieb aber bis 1774 bestehen. Der damalige Oberpfarrer Müller ließ sie schließlich abreißen und den Erlös aus dem Verkauf der Holzelemente in den Kirchenkasten übertragen. Bestehen blieb lediglich der Mauerabschnitt der Ortsbefestigung, die man schließlich 1801 abriss und deren Steine man zum Chausseebau verwendete.